# Hästens täckhår
Täckhåren, även kallade överhår, är de hår som täcker hästens (eller annat djurs) kropp och bildar dess hårrem. Hästens färger avgörs av mängden och blandningen av svart och rödaktigt pigment i hårstråna. Vita hår saknar pigment. Täckhåren är oftast raka och ligger platt mot kroppen. Vid ryktning bör man följa hårens riktning. Detta bör man även tänka på då man lägger på täcke, sadel eller annan utrustning. Ett fåtal raser har lockig hårrem. Vintertid växer hårremmen och blir längre och tätare. Tidigt på våren sätter det ökade dagsljuset igång en hormonell process som gör att de extra täckhåren faller av. Under denna hårfällningsprocess kan hästen bli lite retligare än vanligt. 
Hästens tre övriga hårtyper är skyddshår, ullhår och känselhår.